# حرية (الهايي)
حرية (بالفارسية: حریه) هي قرية وتقع في إيران في قسم الهايي الريفي. يقدر عدد سكانها بـ 510 نسمة بحسب إحصاء 2016.